# Hoplia marginata
Hoplia marginata är en skalbaggsart som beskrevs av Nonfried 1895. Hoplia marginata ingår i släktet Hoplia och familjen Melolonthidae. Inga underarter finns listade i Catalogue of Life.